# 1420
El 1420 (MCDXX) fou un any de traspàs començat en dilluns del calendari julià.

## Esdeveniments
Països Catalans
Resta del món
- Es descobreix l'Arxipèlag de Madeira.
- Comença la construcció del Temple Celestial, a la Ciutat Prohibida de Pequín.

## Naixements
Països Catalans
Resta del món
- Tomàs de Torquemada, inquisidor.

## Necrològiques
Països Catalans
Resta del món